# Bucilly
Bucilly är en kommun i departementet Aisne i regionen Hauts-de-France i norra Frankrike. Kommunen ligger  i kantonen Hirson som ligger i arrondissementet Vervins. År 2022 hade Bucilly 202 invånare.

## Befolkningsutveckling
Antalet invånare i kommunen Bucilly
Referens: INSEE